# Pardosa ramulosa
Pardosa ramulosa este o specie de păianjeni din genul Pardosa, familia Lycosidae. A fost descrisă pentru prima dată de Mccook, 1894. Conform Catalogue of Life specia Pardosa ramulosa nu are subspecii cunoscute.